# Phần tử HTML
Phần tử HTML hay còn được biết đến với tên Tag hay Entity hay thẻ. HTML là ngôn ngữ đánh dấu (markup-language) do đó có thể hiểu một phần tử HTML chính là một đoạn văn bản được đánh dấu để thể hiện theo một cách nào đó.

## Sơ lược
HTML có nhiều loại phần tử và mỗi phần tử HTML có một tên cũng như tác dụng khác nhau, có phần tử dùng để chỉ cả một tài liệu nhưng có phần tử chỉ sử dụng để mô tả một bức ảnh.

## Cú pháp
Một phần tử HTML luôn có thể được nhận ra bởi nó được bao quanh bởi cặp dấu < và b>. Ví dụ:
<html>

Hay:
<a>
.
Mỗi phần tử luôn bao gồm một cặp thẻ đi song song, một thẻ mở và một thẻ đóng. Thẻ mở có dạng:
<tên_thẻ>

Còn thẻ đóng cũng tương tự nhưng có thêm dấu gạch chéo:
</tên_thẻ>
.
Các phần tử HTML có thể có các thuộc tính, thuộc tính của một phần tử có thể được biểu diễn ngay trong thẻ mở của phần tử. Ví dụ:
<p id="tagline"></p>

Các phần tử HTML có thể có hoặc không có nội dung, nếu có phần nội dung sẽ được đặt ở bên trong cặp thẻ mở và đóng. Ví dụ:
<p>đây là nội dung của thẻ "p"</p>

Có một số phần tử HTML không cần thẻ đóng, khi đó để đảm bảo tính hợp lệ của HTML, bạn nên đặt thêm một dấu gạch chéo ở cuối thẻ mở. Ví dụ:
<img src="test.jpg" />

## Một số phần tử nổi bật
Danh sách một số phần tử nổi bật của ngôn ngữ HTML:
| Tên phần tử | Tác dụng | Minh họa                                   |
| ----------- | --- | ------------------------------------------ |
| html        | Phần tử html là phần tử gốc (cha) của mọi phần tử nằm trong tài liệu HTML                                                             | <html></html>                              |
| head        | Phần tử head là phần tử chứa phần đầu của tài liệu HTML, tại đây sẽ chứa những mô tả, nội dung hoặc tham chiếu cần thiết cho tài liệu | <head></head>                              |
| body        | Phần tử body chứa phần thân của tài liệu HTML                                                                                         | <body>trong này là thân tài liệu</body>    |
| p           | Phần tử p chứa một đoạn văn bản (p: paragraph)                                                                                        | <p>đây là một đoạn văn bản</p>             |
| b           | Phần tử b chứa một đoạn văn bản in đậm (b: bold)                                                                                      | <b>đây là một đoạn văn bản in đậm</b>      |
| i           | Phần tử i chứa một đoạn văn bản in nghiêng (i: italic)                                                                                | <i>đây là một đoạn văn bản in nghiêng</i>  |
| a           | Phần tử a chứa một siêu liên kết tới một điểm trong tài liệu HTML hiện tại hoặc một tài liệu HTML khác (a: anchor)                    | <a href="test.htm">đây là một liên kết</a> |
| br          | Phần tử br sẽ ngắt dòng trên tài liệu HTML (br: break)                                                                                | <br/>                                      |
| img         | Phần tử img chứa bức hình (img: image)                                                                                                | <img src="test.jpg" />                     |
| H1          | Phần tử H1 chứa tiêu đề bài viết | <h1>Tiêu Đề</h1>                           |
| Strong      | Phần tử Strong tạo chữ in đậm | <strong>Nội Dung</strong>                  |
| Em          | Phần tử Em tạo chữ in nghiêng | <em>Nội Dung</em>                          |
| hr          | Phần tử hr tạo một đường kẻ ngang | <hr>                                       |

## Các chuẩn HTML
HTML 2.0:

HTML 3.2:

HTML 4.01:
(HTML 4.01 is the updated form of HTML 4.0.)
XHTML 1.0:
W3C (ngày 26 tháng 1 năm 2000). "XHTML 1.0: The Extensible HyperText Markup Language (Second Edition)". W3C. Truy cập ngày 24 tháng 3 năm 2009.{{Chú thích web}}:  Quản lý CS1: tên số: danh sách tác giả (liên kết)
XHTML 1.1:
Altheim, M., and McCarron, S. (editors) (ngày 31 tháng 5 năm 2001). "XHTML 1.1 - Module-based XHTML". W3C. Truy cập ngày 25 tháng 3 năm 2009. {{Chú thích web}}: |tác giả 1= có tên chung (trợ giúp)Quản lý CS1: nhiều tên: danh sách tác giả (liên kết)

### Other sources
HTML Tags:
Berners-Lee, T. (ngày 3 tháng 11 năm 1992). "HTML Tags". Truy cập ngày 28 tháng 3 năm 2009. (Part of the first published description of HTML.)
HTML Internet Draft 1.2:
Berners-Lee, T., and Connolly, D. (tháng 6 năm 1993). "Hypertext Markup Language (HTML)" (text). Truy cập ngày 28 tháng 3 năm 2009.{{Chú thích web}}:  Quản lý CS1: nhiều tên: danh sách tác giả (liên kết)
HTML 3.0 Drafts:
Raggett, Dave (ngày 24 tháng 3 năm 1995). "HyperText Markup Language Specification Version 3.0 (draft)". Truy cập ngày 18 tháng 4 năm 2009. (This is the final draft of HTML 3.0, which expired without being developed further.)
HTML Tables:
Raggett, Dave (tháng 5 năm 1996). "HTML Tables". RFC 1942. IETF. Truy cập ngày 22 tháng 3 năm 2009.
XML 1.0:
Bray, T, Paoli, J, Sperberg-McQueen, CM, Maler, E and Yergeau, F (editors) (ngày 26 tháng 11 năm 2008). "Extensible Markup Language (XML) 1.0 (Fifth Edition)". W3C. Truy cập ngày 20 tháng 3 năm 2009. {{Chú thích web}}: |tác giả 1= có tên chung (trợ giúp)Quản lý CS1: nhiều tên: danh sách tác giả (liên kết)
CSS:
Lie, H.W. and Bos, B. (ngày 11 tháng 4 năm 2008). "Cascading Style Sheets, level 1 (revised 2008-04-11)". W3C. Truy cập ngày 5 tháng 4 năm 2009.{{Chú thích web}}:  Quản lý CS1: nhiều tên: danh sách tác giả (liên kết)